# Albert II le Dégénéré
Pour les articles homonymes, voir Albert II.
Albert II dit le Dégénéré, aussi appelé le Dénaturé (en allemand : der Entartete ou der Unartige), né en 1240 et mort le 13 novembre 1314, est un prince de la maison de Wettin, fils de Henri III l'Illustre. Il fut landgrave de Thuringe de 1265 à 1294, comte palatin de Saxe de 1265 à 1281 et margrave de Misnie de 1288 à 1291. 

## Biographie
Albert II est le fils aîné d'Henri III dit l'Illustre (v.1215-1288), margrave de Misnie depuis 1221, et de son épouse Constance (1212-1243), fille du duc Léopold VI d'Autriche. Son père, souverain de la marche de Misnie et de la Lusace, acquiert également le landgraviat de Thuringe et le comté palatin de Saxe dans la guerre de Succession de Thuringe après la mort de Henri le Raspon en 1247. En 1265, Henri III a partagé entre eux la propriété familiale des Wettin : Albert reçut la Thuringe et le comté palatin de Saxe, tandis que le nouveau margraviat de Landsberg avec l'Osterland échut a son frère cadet Thierry.

## Mariage et descendance
Albert II le Dégénéré épousa en 1256 Marguerite de Sicile (morte en 1270), fille de Frédéric II et de sa troisième épouse d'Isabelle d'Angleterre.
Cinq enfants sont nés de cette union :
- Henri (1256-1282), sire de Pleisserland, en 1272 il épousa Hedwige de Breslau (Maison de Piast) (postérité)
- Frédéric Ier le Mordu
- Thierry IV de Lusace (1260-1307), margrave de Basse-Lusace de 1288 à 1307.
- Marguerite
- Agnès (1264-), en 1282 elle épousa Henri Ier le Merveilleux, duc de Brunswick-Grubenhagen

Veuf en 1270, Albert II le Dégénéré épousa en secondes noces sa maitresse Cunégonde d'Eisenberg. Deux enfants étaient déjà nés de son concubinage notoire avec elle ce qui avait obligé sa première épouse qui refusait cette cohabitation à s'enfuir du Château de la Wartbourg et à se réfugier sous la protection des bourgeois de Francfort ce qui explique le surnom attribué à son époux indigne:
- Albert (1270-), sire de Tenneberg, qui fut légitimé en 1290 ;
- Élisabeth, qui épousa en 1291 Henri III de Frankenstein.

Veuf en 1286 Albert II le Dégénéré épousa en 3e noce 1290 Élisabeth d'Orlamünde (maison d'Ascanie).
Albert II le Dégénéré figure parmi les ascendants des princes des différentes Maison de Saxe, les électeurs de Saxe puis rois de Saxe appartiennent à la sixième branche de la Maison de Wettin, ils ont pour ascendant Albert III de Saxe fils de Frédéric II de Saxe, lui-même issu de la première branche de la Maison de Wettin. Albert II le Dégénéré est également l'ascendant des familles royales du Royaume-Uni, du Portugal, de Bulgarie et de la Belgique (maison de Saxe-Cobourg et Gotha). Albert Ier le Dénaturé appartint à la première branche de la Maison de Wettin.